# Verwandte sind auch Menschen (film 1940)
Verwandte sind auch Menschen è un film del 1940 diretto da Hans Deppe.

## Produzione
Le riprese del film, prodotto dalla Tobis-Filmkunst GmbH di Berlino, durarono dall'agosto al settembre 1939.

## Distribuzione
Distribuito dalla Tobis-Filmverleih, uscì nelle sale cinematografiche tedesche presentato al Capitol di Berlino il 19 gennaio 1940.